# Нововяткінське сільське поселення
Нововя́ткінське сільське поселення (рос. Нововяткинское сельское поселение) — муніципальне утворення у складі Вікуловського району Тюменської області, Росія.
Адміністративний центр — село Нововяткіно.

## Населення
Населення — 526 осіб (2020; 551 у 2018, 610 у 2010, 671 у 2002).

## Склад
До складу поселення входять такі населені пункти:
| Населений пункт        | Населення, осіб (2002) | Населення, осіб (2010) |
| ---------------------- | ---------------------- | ---------------------- |
| Комісаровка, присілок  | 146                    | 130                    |
| Новомалахова, присілок | 65                     | 56                     |
| Нововяткіно, село      | 442                    | 411                    |
| Чаша, присілок         | 18                     | 13                     |